# Белия зъб (филм, 1991)
„Белият зъб“ е американски драматичен игрален филм на Рандал Клайзър от 1991. Базиран е на новелата Белия зъб на Джек Лондон и разказва историята и предисторията на приятелството между младия златотърсач Джак Конрой и Белия зъб – хибрид между хъски и вълк.

## Сюжет
Осиновен от местно индианско племе, Белия зъб е израснал при хората. Но при едно пътешествие на Сивия бобър – вождът на приютилото го племе до гр. Доусън той е продаден на зъл човек, наричан по прякор Красавеца Смит (прякорът му е ироничен – красотата е най-изпъкващото нещо, с което Смит е скаран). Новият му собственик го обучава в кучешка борба. Първоначално кучето е абсолютен победител, но едва е спасен от схватка с булдог. И спасителят му е Джак Конрой, златотърсач, тръгнал да търси злато заедно със своя приятел Алекс Ларсън. Така между двамата се заражда връзка, която никой и нищо на света не може да разруши...

## Участват
- Итън Хоук – Джак Конрой
- Клаус Мария Брандауер – Алекс Ларсън
- Сеймур Касел – Скънкър
- Сюзан Хоуган – Белинда Кейси
- Джеймс Ремар – Красавеца Смит
- Бил Моузли – Люк
- Клинт Йънгрийн – Тинкър
- Пайъс Савидж – Сивият бобър
- Джед – Белия зъб

## Дублажи

### bTV(2005)
| Преводач            | Даниела Славчева                                                          |
| Режисьор на дублажа | Красимир Куцупаров                                                        |
| Тонрежисьор         | Галина Наумова                                                            |
| Озвучаващи артисти  | Петя Миладинова Георги Новаков Марин Янев Станислав Димитров Борис Чернев |

### Нова телевизия(2013)
| Преводач            | Благовест Костадинов                                                                     |
| Режисьор на дублажа | Димитър Кръстев                                                                          |
| Тонрежисьор         | Стефан Дучев                                                                             |
| Озвучаващи артисти  | Петя Миладинова Йорданка Илова Димитър Иванчев Стефан Сърчаджиев-Съра Светозар Кокаланов |